# Jelovica

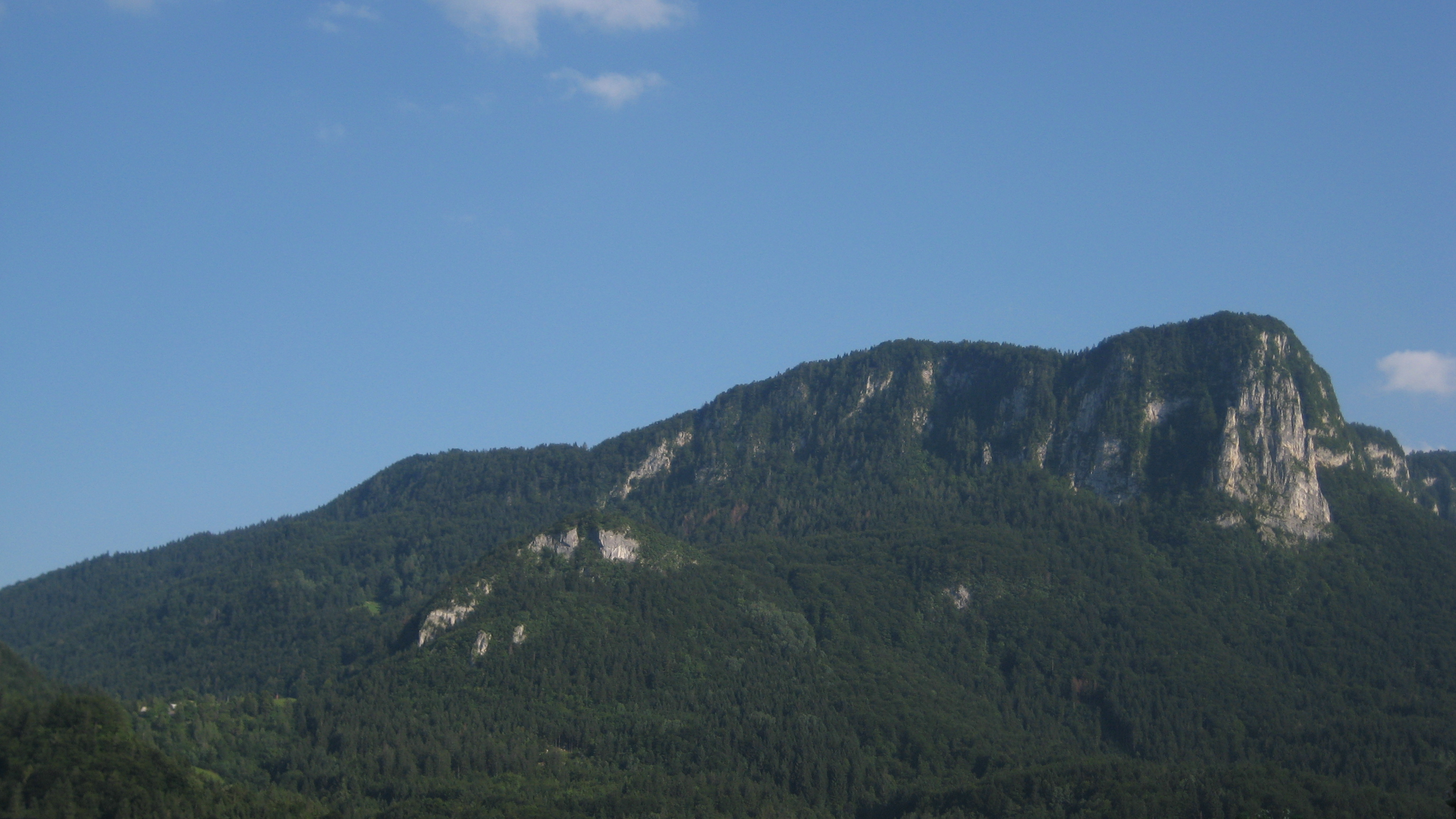
Abhang der nördlichen Jelovica, die schroffen Felsen rechts sind die »Babji Zähne«

Die Jelovica ist eine bewaldete Karst-Hochebene südlich von Bled im Nordwesten Sloweniens und der östlichste hohe Teil der Julischen Alpen.
Tektonische Kräfte, die an der Bruchzone wirksam wurden, haben sie hoch über die im Osten angrenzenden Gebirge hinausgehoben: dass es sich um eine Bruchzone handelt, zeigen die steilen Hänge am Süd- und Ostrand der Hochebene. Die Karstlandschaft ist voll von Dolinen, vor allem aber ist sie bewaldet (die Köhlereiwirtschaft ging zwischen den beiden Weltkriegen zurück). Die Jelovica-Almen wurden vorwiegend auf der Save-Seite gerodet und bewirtschaftet. 

## Geographische Lage
Als Ausläuferin der Alpen wird die Region im Westen und Norden von der Wocheiner Save begrenzt, im Osten von den Dörfern Kamna Gorica und Kropa gerahmt, reicht im Süden bis zur Ortschaft Selca an der Sora und endet im Südwesten im Einschnitt des Češnjica-Wildbaches. Ein anderes Dorf am Fuße der Plateau-Abhänge ist bereits unbewohnt. Der höchste Gipfel ist die im südlichen Teil des Plateaus gelegene Partisanenspitze (Partizanski vrh) auf 1.441 m Seehöhe. Die nördlichen Erhebungen reichen bis auf 1.100 m über dem Meeresspiegel.

## Ökologie und Ökonomie
Früher baute man in der Jelovica Eisenerz ab, das in Kropa und Železniki verhüttet und weiter verarbeitet wurde. Das Landschaftsbild der Jelovica wird durch dichte Kiefernwälder geprägt. Früher waren es noch Mischwälder, die aus Buchen, Fichten und Tannen bestanden, jedoch der Holzkohle-Erzeugung zum Opfer fielen und abgeholzt wurden. Die Biodiversität des Plateaus wird von Bergen und Mooren bestimmt.

### Wälder und Moore
Die Hochebene (1.000–1.400 m) ist stark verkarstet, durchsetzt von Mulden – sowohl kleineren Schachtdolinen als auch breiteren Uvalen. Auf ebenerem Gelände und in weiteren Mulden rodete man den Wald, um Bergweiden zu gewinnen, die kleinere offene Flächen in den sonst unabsehbaren Wäldern bilden. Auf der Jelovica sind zwei der niedrigst gelegenen Hochmoore in Europa gut erhalten, das Moor Za Blatom (entstanden durch Verlandung eines Gletschersees) und das Moor Ledina (slowenisch für Brachland). eine (Karstebene mit Sickerung); hier gedeihen interessante Pflanzenarten, z. B. die Blumenbinse (Scheuchzeria palustris) und die Armblütige Segge (Carex pauciflora). die Waldstraßen auf der Jelovica sind ziemlich verflochten (Orientierungsprobleme); von der stark bewaldeten Ebene öffnet sich nur am Nordrand oberhalb des Radovljica-Beckens hie und da ein Ausblick und am Südrand, wo sich das Plateau in den über der Waldgrenze gelegenen Rücken von Ratitovec mit zwei Hauptgipfeln, dem Gladki vrh (1.667 m) und dem Altemaver (1.678 m), erhebt. Der Blick vom Ratitovec gilt als einer der schönsten in den slowenischen Bergen.

### Erhaltungszustand
Jelovica und Ratitovec haben beide den Status eines besonderen Schutzgebietes – Bereich Natura 2000 (Verordnung über besondere Schutzgebiete Natura 2000, Amtsblatt der RS, Nr. 49/04, 110/04, 59/07). Es ist auch ein ökologisch bedeutendes Gebiet (Amtsblatt der RS, Nr. 48/04), was bedeutet, dass sie nach dem Naturschutzgesetz des Typs Lebensraum oder Teil eines größeren Ökosystems Einheiten sind, die einen wesentlichen Beitrag zur Erhaltung der Artenvielfalt leisten.

## Dražgoše
Das Dorf am terrassenartigen Südhang der Jelovica unter der Bergwand der Dražgoška gora liegt auf 793 bis 860 m Seehöhe und beherbergt 285 Einwohner. Den Slowenen ist der Ort vor allem durch den Kampf zwischen der deutschen Wehrmacht und den Partisanen des Cankarbataillons in der Zeit vom 9. bis 11. Januar 1942 bekannt. Das Dorf wurde niedergebrannt, 41 Dorfbewohner erschossen und die übrigen vertrieben. Nach dem Krieg wurde das Dorf wiederaufgebaut. An der Stelle, wo in der Schlacht eine Partisaneneinheit bis zuletzt durchgehalten hat, steht das 1976 errichtete Denkmal (Architekt Boris Kobe, Bildhauer Stojan Batič, Maler I. Šubic), in der Nähe ist ein kleines Museum. Es wurde eine neue St. Lucia-Kirche gebaut (1966, Architekt T. Bitenc, gemalte Fenster und Fresken von S. Kregar). Aus der alten Barockkirche rettete man vier goldene Altäre; diese Meisterwerke der Holzschnitzkunst aus dem 17. Jahrhundert sind heute im Museum in Škofja Loka ausgestellt.

### Geschichte

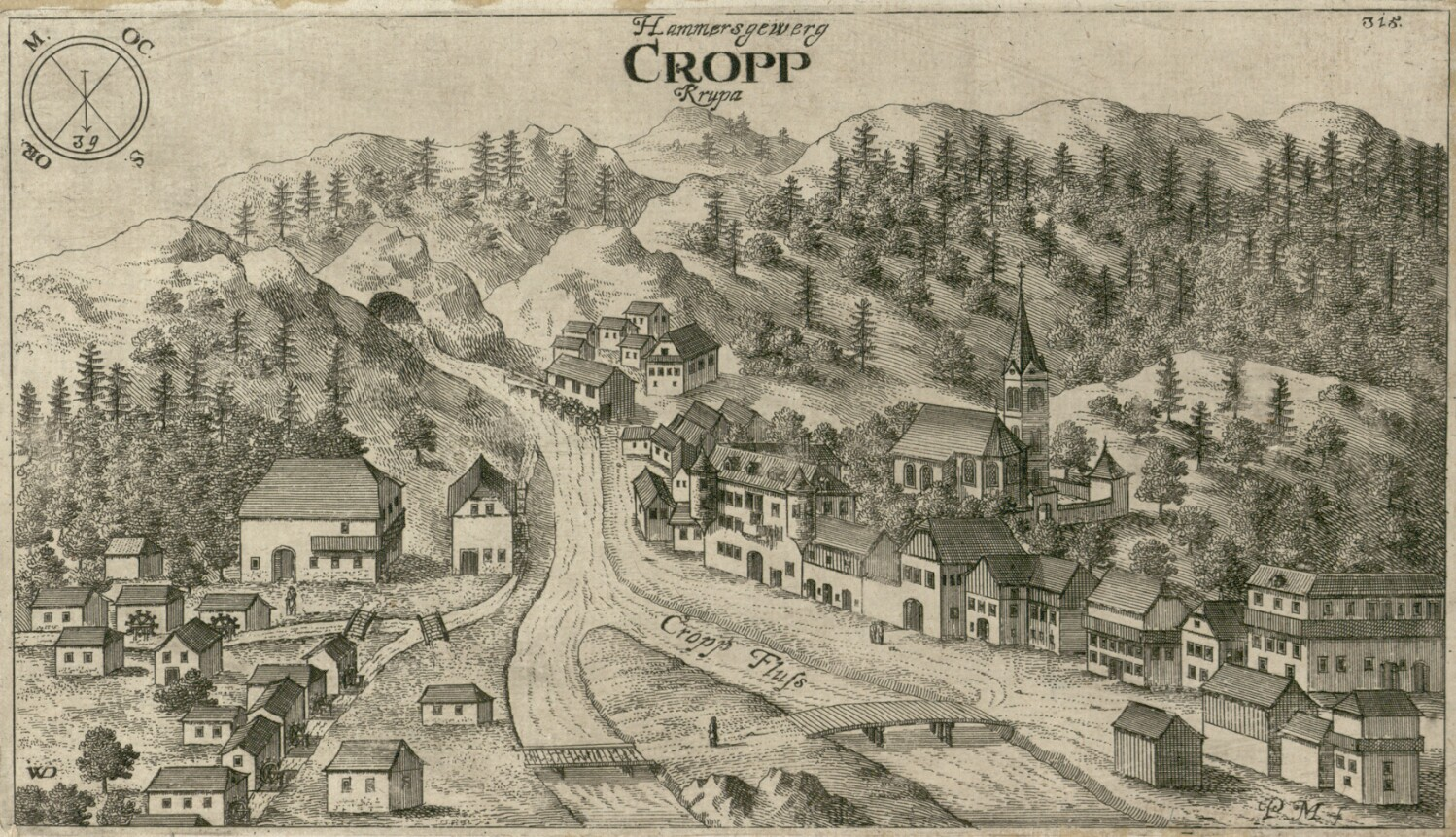
Kropa (Stich von Valvasor)

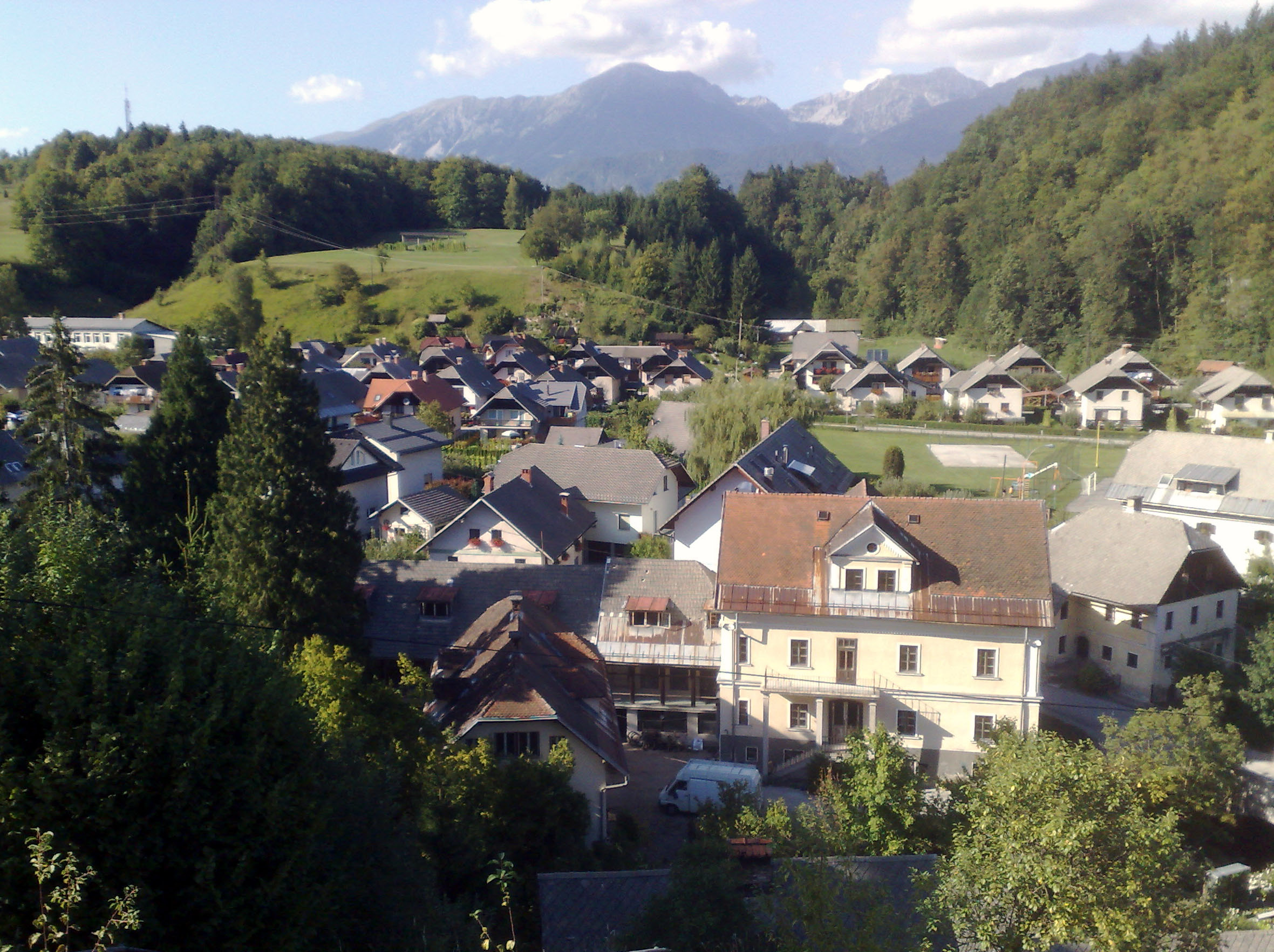
Kamna Gorica

Die Blüte der Entwicklung der alten Eisenhütten und des Schmiedehandwerks erreichte Kamna Gorica und Kropa in der zweiten Hälfte des 18. Jahrhunderts, danach kam ein Rückschlag durch die Konkurrenz der modernen Eisenindustrie. Eisenerz baute man zuerst am Fuß und an den Rändern der Jelovica ab, später, als diese Vorkommen erschöpft waren, auch in den Karawanken und auf der Pokljuka. Als Quelle für den großen Bedarf der Hütten an Holzkohle dienten die weitläufigen Wälder auf der Jelovica. Auf der Hochebene waren zur Blütezeit fast 300 Köhler mit Kohlebrennen beschäftigt. Zu jener Zeit gingen die Erzlager bereits zur Neige, weshalb Bergbau und Hüttenwesen am Ende des 19. Jahrhunderts bald zum Erliegen kamen.
Kropa und Kamna Gorica bewahrten einige Merkmale der für die Krain typischen Eisenindustrieorte; es sind geschlossene Siedlungen mit den verhältnismäßig mächtigen Gebäuden der einstigen Hammerwerke, hinter denen sich die Keuschen der ehemaligen Kohlenbrenner, Bergarbeiter und Nagelschmiede drängen.